# Гричук, Владимир Поликарпович
Владимир Поликарпович Гричук (15 [28] января 1907, Липовая Долина, Полтавская губерния — 4 января 1999, Москва) — советский учёный-географ, основатель лаборатории палинологии Института географии АН СССР, палеогеограф, доктор географических наук, лауреат Сталинской премии.

## Биография
Родился 15 (28) января 1907 года в селе Липовая Долина, Полтавская губерния, Российская империя.
С 16-летнего возраста работал в краеведческом музее города Ромны.
С 1930 года научный сотрудник Московского геологического управления, занимался исследованием вещественного состава озерных отложений.
С 1937 года заведующий лабораторией пыльцевого анализа в Институте географии АН СССР. Разработал сепарационный метод выделения пыльцы из осадочных пород, позволивший значительно расширить возможности применения пыльцевого анализа.
С 1941 года служил в РККА, участник войны (помошник начальника связи батальона связи), награждён орденом Красной Звезды. Демобилизовался в ноябре 1945 г.
Доктор географических наук (1952).
В 1957—1969 председатель Палинологической комиссии при Академии наук и председатель Комиссии ИНКВА по границе плиоцена и плейстоцена.
Скончался в Москве 4 января 1999 года.

## Вклад в науку
Палинологический «Метод Гричука»
в 1937 году предложил сепарационный метод отделения минеральной части осадка от органической по удельному весу с помощью тяжелых жидкостей, позволивший извлекать споры и пыльцу практически из любых типов осадочных горных пород. Это позволило проводить изучение геологических разрезов по спорово-пыльцевым спектрам, показывающим последовательную смену растительного покрова

## Награды и премии
- 1951 — Сталинская премия, за научный труд «Пыльцевой анализ» (1950)
- 1953 — Медаль «За трудовое отличие»[10]

## Семья
Жена: Гричук, Маргарита Павловна (род. 1923) — географ, палинолог в МГУ

## Публикации
Автор и соавтор монографий:
- Анализ ископаемых пыльцы и спор и его применение в палеогеографии. 1948 (с Е. Д. Заклинской)
- Пыльцевой анализ (1950, в составе коллектива);
- Ископаемые флоры как палеонтологическая основа стратиграфии четвертичных отложений. 1961.
- Гляциальные флоры и их классификация. 1969.
- История флоры и растительности Русской равнины в плейстоцене. 1989. 181 с.
- Определитель однолучевых спор папоротников. 1971. 126 с. (с М.Х. Моносзон)